# Gerstekorrel

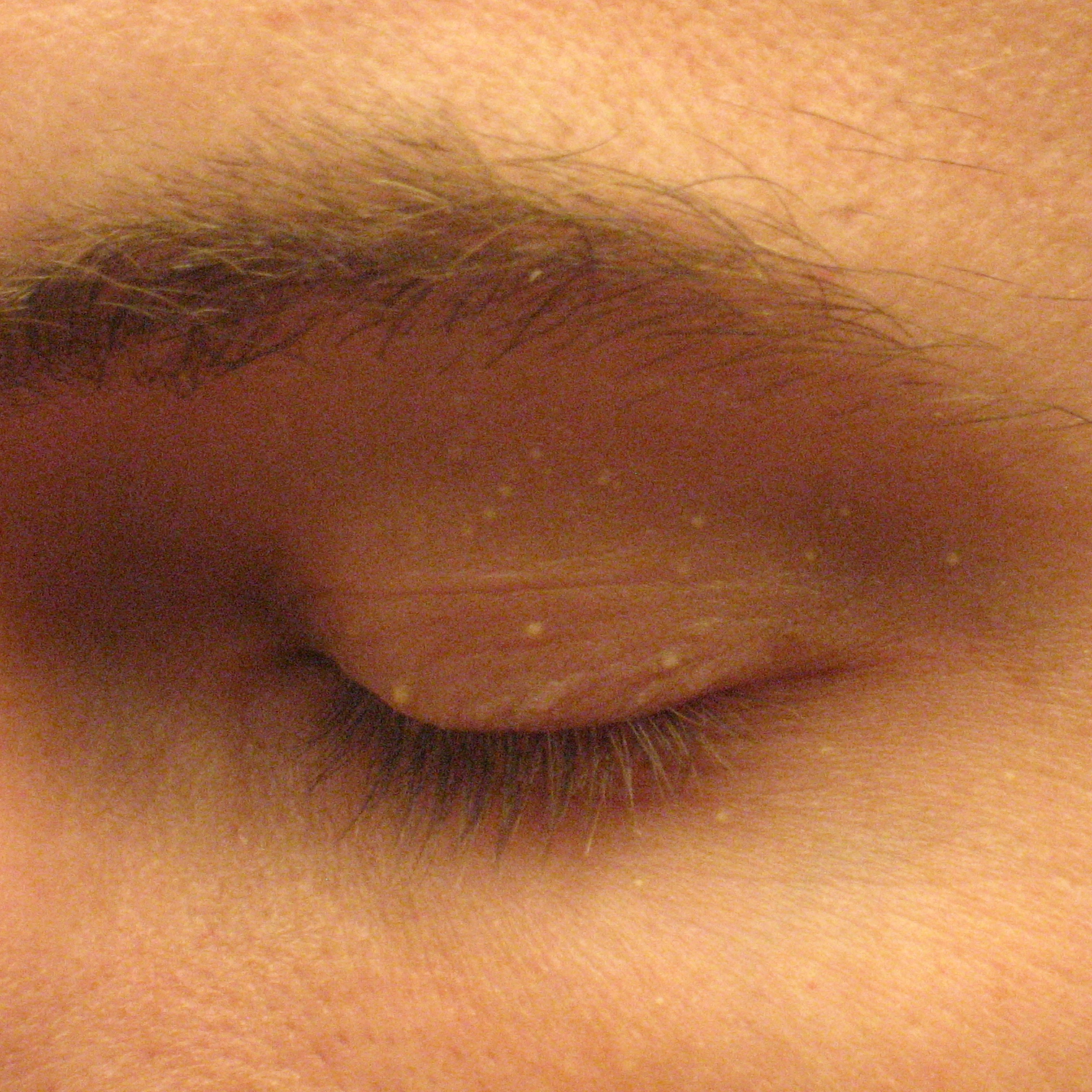
Gerstekorrels op een ooglid

Een gerstekorrel (Lat: milium, meestal in het meervoud gebruikt: milia) ziet eruit als een klein wit korreltje in of onder de huid, het is een verstopping van de talg- of zweetklieren. Het is een onschuldige aandoening. Een gerstekorrel is een kleine holte, (cyste) in een haarschacht (haarfollikel). Er zit hard geworden talg (huidsmeer) in de cyste. Een verstopte talgklier met een duidelijke opening wordt een comedo genoemd (acne), of als hij zeer groot wordt een atheroomcyste.

## Voorkomen
Gerstekorrels komen vaak voor. Ze zitten meestal in het gezicht, vooral in de omgeving van de ogen. Bij pasgeboren baby's (1e week) komen ze vaak voor maar ze gaan even vlug weer weg. Jonge vrouwen krijgen soms gerstekorrels als ze veel in de zon hebben gelegen.
Gerstekorrels ontstaan ook weleens bij genezing van bijvoorbeeld zware brandwonden, of na beschadiging van de huid door bestraling.
Bij zeldzame blaarvormende huidziekten is de aanwezigheid van gerstekorrels een teken dat de blaren diepgelegen zijn:
- Epidermolysis bullosa dystrophicans
- EBA
- Porphyria cutanea tarda.

Meestal is er geen duidelijke oorzaak.